# Karel Krautgartner

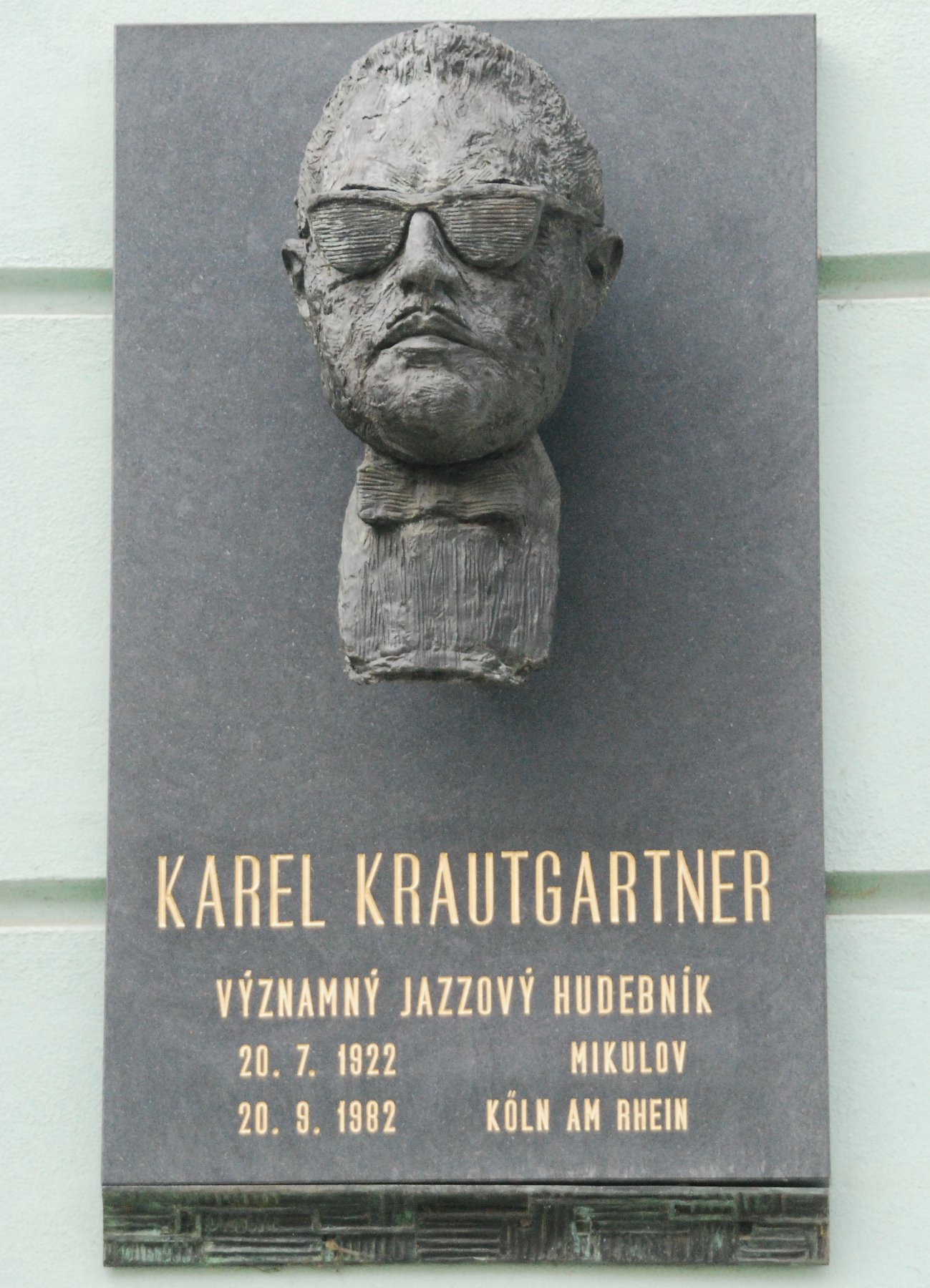
Gedenktafel für Karel Krautgartner in Mikulov

Karel Krautgartner (* 20. Juli 1922 in Mikulov, deutsch Nikolsburg, Mähren, Tschechoslowakei; † 20. September 1982 in Köln) war ein tschechischer Jazz-Klarinettist, Saxophonist, Komponist und Orchesterleiter, der einen prägenden Einfluss auf den tschechischen Jazz hatte.

## Leben
Karel Krautgartner, dessen Vater Postbeamter war, begann mit acht Jahren Klavier zu spielen. Nach dem Umzug der Familie nach Brünn erwachte sein Interesse an Jazz, den er über Radio hörte. Er nahm Privatunterricht in Klarinette und gründete 1936 eine Schülerband. 1938 wurde er professioneller Musiker und spielte 1942 bis 1943 Saxophon im Orchester von Gustav Brom in der Hotelpassage in Brünn. Danach gründete er noch während der Zeit der deutschen Besatzung das „Dixie Club“ Orchester, für das er im Stil der Swing-Musik von Benny Goodman und Glenn Miller arrangierte. 1945 wechselte er mit vielen Orchestermitgliedern nach Prag, wo sie Teil des Orchesters von Karel Vlach wurden. In diesem Orchester blieb er bis 1955 als Leiter der Saxophon-Sektion. Außerdem komponierte und arrangierte er für das Orchester.
1956 gründete er mit Karel Velebný das „Karel Krautgartner Quintett“, das Karel Gott begleitete, Swing und Dixieland-Jazz spielte und sein Hauptquartier im Prager Cafe Vltava (Revoluční-Straße) hatte. Da er sich weigerte, mit dem Geheimdienst zu kooperieren, wurden ihm und seinem Orchester bei Auslandsreisen Steine in den Weg gelegt. Als ihm im letzten Moment auf dem Prager Flughafen die Ausreise verweigert wurde, löste er die Band auf.

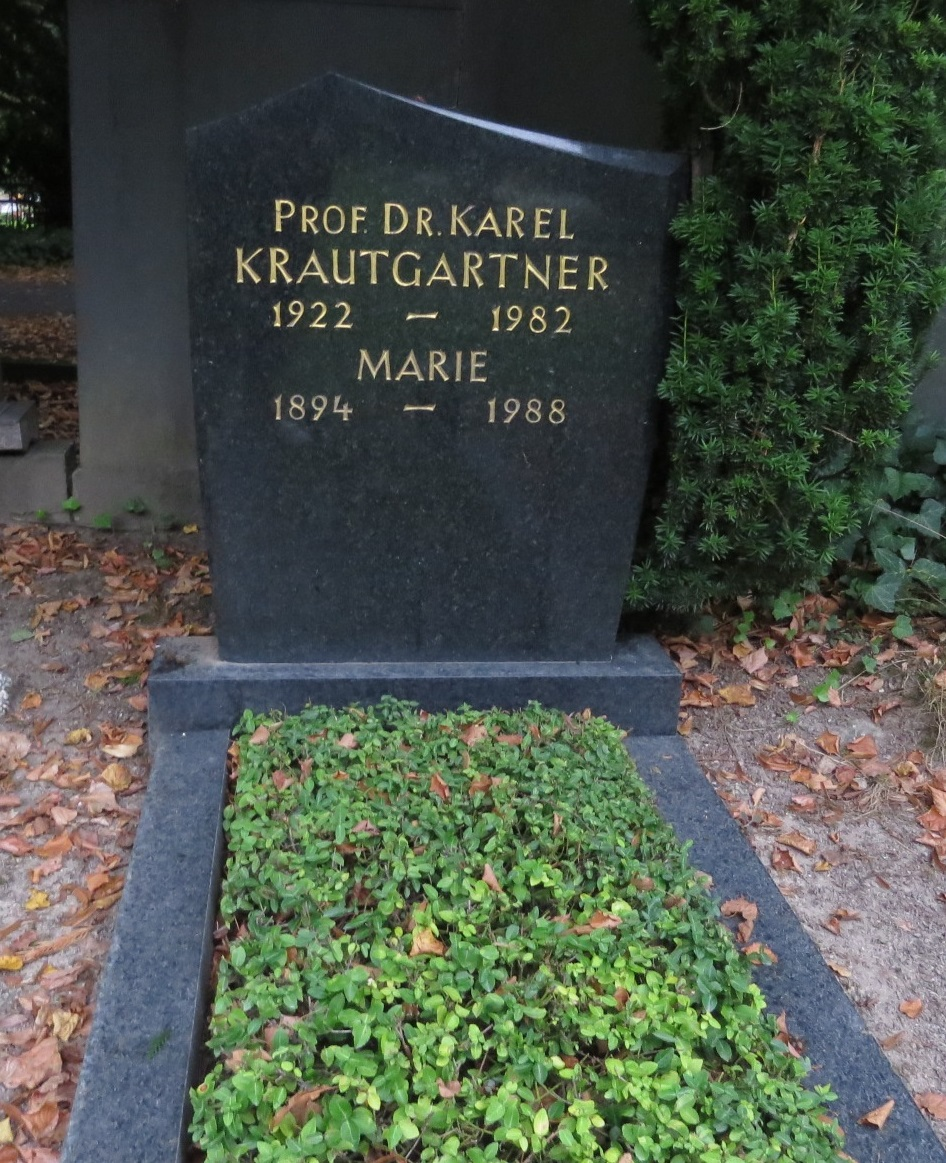
Grab auf dem Melaten-Friedhof

1958 bis 1961 spielte er gleichzeitig im Stil des West Coast Jazz mit seiner „All Star Band“ und Traditional Jazz mit seiner „Studio 5“ Band, mit der er 1959 auf dem 7. Weltjugendfestspielen in Wien den 1. Preis für kleine Bands gewann. 1960 bis 1968 war er Leiter des Tanzorchesters des Tschechoslowakischen Rundfunks, das ab 1963 als Jazzorchester firmierte und 1967 in „Karel Krautgartner Orchester“ umbenannt wurde. Vorbild war hier Stan Kenton. Mit dem Orchester trat er 1964 auf dem Jazzfestival in München auf und 1964 und 1965 auf dem von Prag. 1968 machte er Aufnahmen mit dem Orchester von Kurt Edelhagen in Köln.
Nach der Niederschlagung des Prager Frühlings 1968 ging Krautgartner, der auch politisch aktiv gewesen war, mit der Familie ins Exil. In Wien leitete er die spätere ORF-Big Band, während sein Freund Paul Polansky Musikchef von Ö3 wurde. In den 1970er Jahren ging er nach Köln, wo er 1971 an der Rheinischen Musikschule das Seminar für Unterhaltungsmusik gründete, promovierte und als Professor der Musikhochschule die Einrichtung des Jazzstudiengangs vorbereitete. In der Tschechoslowakei bemühte man sich währenddessen, alle Spuren seines Wirkens zu beseitigen, die Aufnahmen im Rundfunkarchiv wurden gelöscht.
Krautgartner starb am 20. September 1982 in Köln im Alter von 60 Jahren und wurde auf dem Kölner Melaten-Friedhof (Flur R4 Nr. 124) beigesetzt.

## Musik
- Swinging Clarinet (Memorylane / Intersound, 2020)
- Music in the Air, Vol. 4 (Sonoton Music, 1984)
- Music in the Air, Vol. 3 (Sonoton Music, 1981)
- Music in the Air, Vol. 2 (Sonoton Music, 1981)
- Music in the Air, Vol. 1 (Sonoton Music, 1969)
- Jazz Kolem Karla Krautgartnera (Supraphon, 1965)
- Jazzové Skladby (Supraphon, 1962)